# Rymdkolonisering
Rymdkolonisering är en tänkt process som ännu inte har ägt rum någonstans. Processen skulle innebära att människor bosätter sig på andra himlakroppar än jorden.

## Planeter

### Merkurius

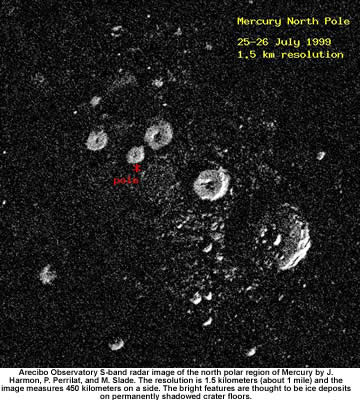
Merkurius nordpol

Merkurius har föreslagits som ett möjligt mål för mänsklig kolonisation i det inre solsystemet, tillsammans med Mars, Venus och månen och asteroidbältet. Vid upprättandet av permanenta baser på Merkurius skulle de med största sannolikhet ligga vid polregionerna på grund av den extrema dagstemperaturen på den övriga ytan. Utfärder till andra platser på Merkurius skulle dock vara möjliga. I synnerhet färder inom terminatorn då denna rör sig mycket sakta. I det området skulle det råda polarklimat.

### Venus
Venus har självklara likheter till jorden, vilket kanske gör en kolonisation enklare än på många andra himlakroppar. Dessa likheter, och dess närhet, har gjort att man kallar den vår "systerplanet".
Venus är lik Jorden i både storlek och massa vilket resulterar i att Venus och Jorden nästan har samma gravitation (Venus har 90,4 % av Jordens gravitation). De flesta av de andra målen som har föreslagits till kolonisation skulle skada människan efter en långtidsvistelse. Människor som däremot fötts på Venus skulle kunna anpassa sig till jordens gravitation utan problem.
I Venus övre atmosfär, på en höjd av ungefär 50 km, skulle trycket och temperaturen vara jordlik (1 bar och 0-50 °C). Denna region är även rik på solenergi. Det bildas 2 610 watt per kvadratmeter i toppen av Venus atmosfär; det är 1,9 gånger mer än jorden. Venus är också den närmsta större himlakroppen till jorden efter månen. Detta gör transporter och kommunikation enklare än för de flesta andra platser i solsystemet.

### Mars
Vid sidan av Jorden är Mars den lämpligaste planeten för människor att bo på, bland annat eftersom den har atmosfär och förutsägbara årstider. Inom Constellationprogrammet finns konkreta planer för både resorna dit och arbetet på plats, bland annat övervägs gruvdrift på månarna Phobos och Deimos.

### Saturnus
Forskaren Robert Zubrin identifierar Saturnus, Uranus och Neptunus som solsystemets Persiska vik, eftersom denna del av solsystemet innehåller tillräckligt mycket deuterium och helium-3 för att kunna starta avvaktande kärnfusion ekonomin. I teorin identifierar Zubrin Saturnus som den viktigaste av de tre, detta på grund av dess låga strålningsvärden och det stora antalet månar.

### De yttre planeterna och Pluto
De yttre planeterna har föreslagits som ett möjligt mål för mänsklig kolonisation. Detta ligger dock inte inom en snar framtid. Det finns flera anledningar till att människan inte åker dit: vi vet ännu för lite om planeterna trots att Voyager 2 år 1986 passerade Uranus och år 1989 Neptunus. Pluto passerades 2015 av rymdsonden New Horizons. Pluto ligger väldigt långt bort och det skulle ta tid om vi inte uppfinner snabbare framdrivningssystem. Vi har inget att hämta upp från dessa planeter för alla dess råvaror finns på planeter närmare oss.

## Månar
På Titan så pågår samma biologiska process som pågick på jorden för 4 miljarder år sedan. Därför kan man klassa detta som ett oplanerat projekt.[källa behövs]

### Europa
Artemisprojektet har designat en plan för att kolonisera Europa. Forskare bor då i igloos och borrar ner i Europas ismantel, för att undersöka det möjliga underjordiska havet. Man har också diskuterat användandet av luftfickor för människor. Baserna på Europa kommer troligtvis att vara uppblåsbara. Utforskningen av Europas hav kommer troligtvis att ske med hjälp av U-båtar.

### Titan

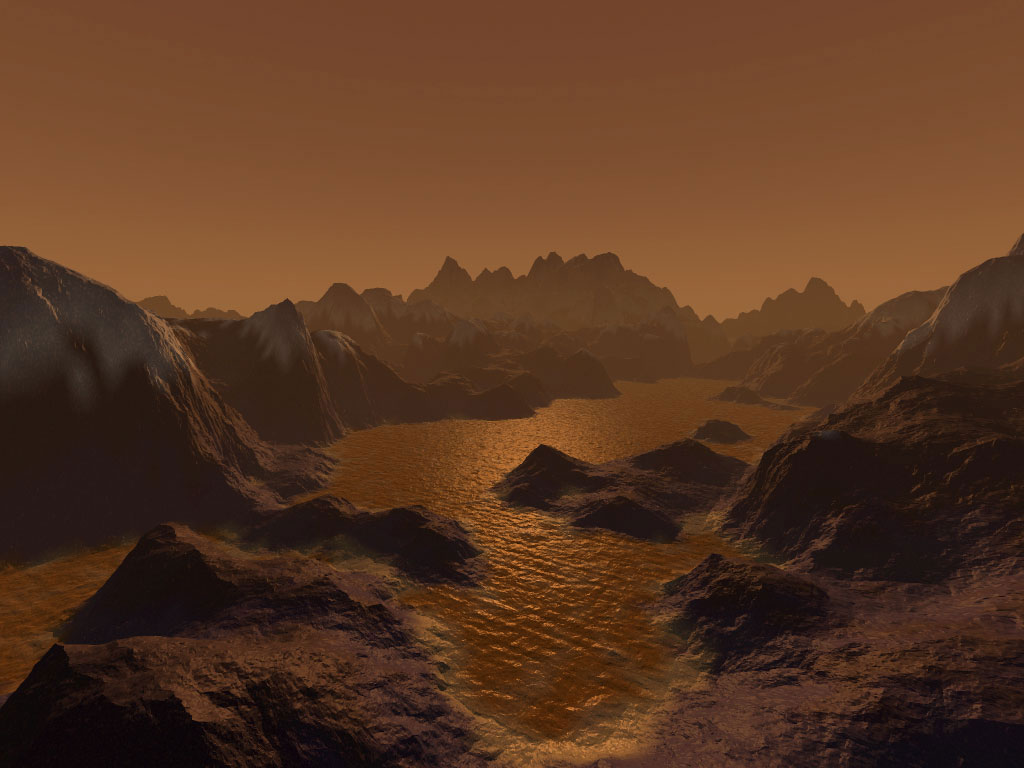
Titan skulle kanske vara en gästvänlig plats för människan att leva på.

Studier indikerar att det troligaste steget i koloniseringen av det yttre solsystemet är koloniseringen av Titan. I teorin identifierar Zubrin Saturnus, som den viktiga av de yttre planeterna, på grund av dess låga strålningsvärden samt dess stora antal månar. Han anser även Titan vara överlägset mycket viktigare att upprätta en bas på än de andra månarna.

## Småplaneters kolonisation
- Kolonisering av Pluto
- Kolonisering av Ceres